# Луолавуори
Лу́олавуори (фин. Luolavuori) — один из районов города Турку, входящий в округ Скансси-Уиттамо в трёх километрах от центра города на юго-восток. Застройка в основном состоит из многоэтажек и частных домов 1950-х годов постройки. Здесь располагаются две школы - Луалавуори и Вуола, дома престарелых Луолавуори и Мянтюринне, водонапорная башня Луолавуори. К северу от башни на склоне скалы находится вход в пещеру Луолавуори, от которой район и получил своё название. Вход в пещеру тесный но внутри можно свободно ходить. Южная часть района называется Петрелиус, в которой находятся спортивный центр, бассейн, парк и церковь Хенрика.

## Географическое положение
Район расположен к юго-востоку от центральной части Турку в парковой зоне. Самый высокий холм района и города - 65 метров над уровнем моря, образовался благодаря свалке мусора Пелтола, действовавшей с 1941 по 1971 годы. Позднее сюда свозили грунтовые отходы. В настоящее время район популярен как место пробежек и выгуливания собак.

## Население
В 2007 году в районе проживало 4566 жителей. В 2004 году население района составляло 4447 человек, из которых дети моложе 15 лет составляли 9,0 %, а старше 65 лет — 36,47 %. Финским языком в качестве родного владели 92,52 %, шведским — 6,21 %, а другими языками — 1,27 % населения района.